# 费利佩王子科学博物馆
费利佩王子科学博物馆（Museu de les Ciències Príncep Felip）是西班牙瓦伦西亚的一座科学博物馆，它是艺术科学城建筑群的一部分，位于 Luis García Berlanga 街的尽头。馆长 Manuel Toharia 是一位西班牙科学作家和电视名人。
该建筑面积超过40000平方米，由聖地牙哥·卡拉特拉瓦设计，西班牙營建集團和阿驰奥纳的合资企业建造。 1994年左右开始建设，2000年3月由费利佩王子揭幕，2000年11月13日开业，投资额为 2600万比塞塔。